# Motín del penal del Topo Chico
El 10 de febrero de 2016, se desató un motín del Penal del Topo Chico, cerca de Monterrey, México. Un total de cuarenta y nueve reclusos murieron durante el motín y el incendio que siguió. El motín fue el más mortífero en la historia penitenciaria mexicana, superando la cifra de muertos del motín de 2012 ocurrido en Apodaca.
Tras el incidente, las autoridades descubrieron celdas de lujo que tenían los líderes de la prisión. Entre los artículos confiscados se encontraban televisores, minineveras, acuarios y saunas.

## Antecedente
El penal del Topo Chico albergaba a 3.800 reclusos, más del 35% de su capacidad supervisada por 100 guardias. Según medios mexicanos, la prisión era conocida polémicamente por estar superpoblada e ingobernable.

## Los hechos

### Motín
El motín comenzó a las 23:30 h, provocado por una disputa interna entre miembros de la organización criminal Los Zetas. Una facción rival de la banda, liderada por Juan Pedro Saldívar Farías (conocido como «El Z-27»), se enfrentó a una facción liderada por Jorge Iván Hernández Cantú (alias «El Credo»). Inicialmente, se informó que Hernández tenía conexiones con el Cártel del Golfo, un feroz rival de Los Zetas, pero posteriormente se confirmó que la pelea se desató entre miembros de la misma organización criminal. El enfrentamiento supuestamente se desencadenó por una disputa entre Saldívar y Hernández por el control de la prisión.
El motín comenzó cuando Saldívar movilizó a un grupo de presos para atacar al líder rival Hernández, pero no lograron llegar a su celda. El motín tuvo lugar en dos unidades separadas del complejo penitenciario, y los reclusos utilizaron una combinación de armas como bates de madera, palos, hojas de afeitar, botellas y sillas durante la pelea. Se prendió fuego a un almacén de alimentos y el incendio se extendió a una sección que albergaba celdas.
Los combates continuaron hasta la 1:30 am, cuando el Ejército Mexicano junto con la policía federal y local sofocaron los disturbios.

### Muertes
Cuarenta de las víctimas han sido identificadas, mientras que cinco quedaron irreconocibles, carbonizadas por el fuego. Todas las víctimas mortales eran reclusos y 40 de ellos murieron por golpes y porrazos con martillos, garrotes y cuchillos. En total, se utilizaron 60 martillos, 86 cuchillos y 120 navajas.
La única víctima mortal por herida de bala fue un recluso que fue asesinado por un guardia que protegía a un grupo de mujeres. El guardia, José Reyes Hernández, fue posteriormente acusado de asesinato.

### Arrestos
Un fiscal estatal acusó a la directora del penal, Gregoria Salazar Robles, y al superintendente, Jesús Fernando Domínguez Jaramillo, de no mantener las medidas de seguridad necesarias dentro del penal. Los investigadores determinaron que los reclusos tenían bates y barras de metal que se utilizaron en el motín. Algunas celdas no tenían cerraduras y los reclusos andaban por la calle en momentos indebidos.

## Secuela
Tras el motín, las autoridades incautaron diversos artículos de contrabando, como medio kilogramo de marihuana, cocaína y otras drogas, televisores y memorias USB. También se desmantelaron las celdas de lujo. El líder de los Zetas, Jorge Iván Hernández Cantú, tenía su celda equipada con una cama king-size, un baño de lujo y un televisor enorme; otros reclusos contaban con aire acondicionado, minineveras, acuarios y saunas portátiles. La policía también desmanteló 280 puestos de comida gestionados por reclusos, un bar y cientos de altares a la Santa Muerte, una figura a la muerte venerada en México.

## Reacciones
- Nuevo León: El gobernador de Nuevo León, Jaime Rodríguez Calderón, atribuyó los disturbios al «viejo, anticuado y obsoleto sistema» que rige las prisiones mexicanas.
- México: El presidente de México, Enrique Peña Nieto, afirmó que su administración «seguirá trabajando en coordinación con las autoridades estatales» para garantizar la seguridad de las penitenciarías del país, a menudo sobrepobladas y controladas por pandillas.
- Ciudad del Vaticano: Durante una visita a la República, el papa Francisco envió un mensaje de condolencias al arzobispo de Monterrey y a las familias de los fallecidos.